# Bradypodion ventrale
Espèce
Synonymes
- Chamaeleo ventralis Gray, 1845
- Lophosaura ventralis var. karrooica 
Methuen & Hewitt 1915
- Lophosaura melanocephala kentamica Hewitt 1935

Statut de conservation UICN

 LC  : Préoccupation mineure
Statut CITES
Bradypodion ventrale est une espèce de sauriens de la famille des Chamaeleonidae.

## Répartition
Cette espèce est endémique d'Afrique du Sud. Elle se rencontre au Cap-Oriental et au Cap-Occidental.

## Publication originale
- Gray, 1845 : Catalogue of the specimens of lizards in the collection of the British Museum, p. 1-289 (texte intégral).